# Storey County
Storey County je okres na západě státu Nevada ve Spojených státech amerických. Žije zde přibližně 4 100 obyvatel. Správním sídlem okresu je Virginia City, přičemž v okrese se nenachází žádná obec a všechna sídla se nacházejí v nezařazeném území. Celková rozloha okresu činí 684 km² a je tak nejmenším okresem státu (nepočítaje nezávislé město Carson City). Založen byl roku 1861 a pojmenován byl podle Edwarda Farrise Storeyho, nevadského osadníka zabitého v pajutské válce.